# لیپوپروتئین بس‌کم‌چگالی
لیپوپروتئین بس‌کم‌چگالی به اختصار وی. ال.دی. ال (به انگلیسی: Very-low-density lipoprotein)، نوعی از لیپوپروتیئن‌ها می‌باشد که در کبد ساخته می‌شود. وی.ال.دی. ال یکی از ۵ دسته اصلی لیپوپروتئین‌ها می‌باشد که در نقل و انتقال چربی‌ها و کلسترول در جریان خون نقش دارد. لیپوپروتئین بسیار کم‌چگال در کبد از تری‌گلیسیرید، کلسترول و آپولیپوپروتئین ساخته می‌شود. این لیپوپروتئین در جریان خون به لیپوپروتئین کم‌چگال تبدیل می‌شود. ذرات وی.ال.دی. ال به اندازه ۳۰ تا ۸۰ نانومتر می‌باشند.

## وظایف
وی.ال.دی. ال در نقل و انتقال تری‌گلیسیرید، فسفولیپید، کلسترول و استرهای کلسترول نقش دارد. این نقش به عنوان سازوکار انتقال چربی‌ها در داخل بدن است.

## تغییرات صورت گرفته در جریان خون

ساختار یک لیپوپروتئین

لیپوپروتئین بسیار کم‌چگال (وی.ال.دی. ال) تازه ترشح شده از کبد، دارای آپولیپوپروتئین ب۱۰۰، آپولیپوپروتئین سی۱، آپولیپوپروتئین ئی، کلسترول، استرهای کلسترول و تری‌گلیسیرید می‌باشد. در جریان خون این لیپوپروتئین، آپولیپوپروتئین سی۲ و آپولیپوپروتئین را از لیپوپروتئین پرچگال می‌گیرد. در این حالت، ول.ال.دی. ال بالغ به وجود می‌آید. در گردش خون، ول.ال.دی. ال ممکن است با لیپوپروتئین لیپاز در بستر مویرگی برخورد کرده و این آنزیم، تری‌گلیسیرید را برای تولید انرژی و ذخیره‌سازی آن، جدا می‌کند.
در این حالت وی.ال.دی. ال، آپولیپوپروتئین سی۲ را به اچ.دی. ال برمی‌گرداند. همچنین اچ.دی. ال، استرهای کلسترول را به لیپوپروتئین بسیار کم‌چگال در ازای فسفولیپید و تری‌گلیسیرید می‌دهد. سپس تری‌گلیسیرید بیش‌تری از لیپوپروتئین بسیار کم‌چگال جدا شده و تبدیل به لیپوپروتئینی با چگالی بیش‌تر از خود، می‌شود.
۵۰ درصد از این لیپوپروتئین، توسط گیرنده‌های کبد شناخته شده و وارد سلول می‌شود. ۵۰ درصد باقی‌مانده آپولیپوپروتئین ئی خود را از دست می‌دهند و تبدیل به لیپوپروتئین کم‌چگال شده و در نهایت جذب می‌شود.